# Pandivirilia nigroanalis
Pandivirilia nigroanalis är en tvåvingeart som först beskrevs av Krober 1928.  Pandivirilia nigroanalis ingår i släktet Pandivirilia och familjen stilettflugor. Arten har ej påträffats i Sverige. Inga underarter finns listade i Catalogue of Life.